# Списак тврђава у Хрватској
Списак тврђава у Хрватској представља списак остатака средњовековне фортификационе архитектуре на територији републике Хрватске. На списку се налазе:
- Тврђаве
- Утврђене куле (тзв. „донжон куле“)
- Манастирска утврђења

Овај списак није коначан и у фази је израде, а на њему се налази више назива за исто утврђење ради лакшег сналажења.
А · Б · В · Г · Д · Ђ · Е · Ж · З · И · Ј · К · Л · Љ · М · Н · Њ · О · П · Р · С · Т · Ћ · У · Ф · Х · Ц · Ч · Џ · Ш

## А
- Атија (Шаренград, лат. Athya) – изнад истоименог села на Дунаву између Вуковара и Илока. Данас има остатака утврђења.

## Б
- Бариловић – вероватно грађена крајем 15. века. Налази се на стрмој литици десне обале реке Коране. Била је седиште древне истоимене породице, која је поседовала имања између Коране и Купе.
- Благај (Турањ) – рушевине старе тврђаве, налазе се око 15 km северно од Слуња, у близини реке Глине, над стрмим каноњима реке Коране, код насеља Хрватски Благај.
- Бочаћ (Бочађ, Бочај) - утврђени град у Лици
- Брштаник (Свети Михаило) – Утврђење код Опузена. Данас постоје рушевине тврђаве.

## З
- Звечај – сачувани су само делови некадашње тврђаве. Налази се на левој обали реке Мрежнице.

## К
- Каменград (у старијим изворима Kuwar) – тврђава у даруварској котлини.
- Клокоч – остаци тврђаве код истоименог села близу Војнића, код извора реке Глине.
- Книн (Спас) – Тврђава у Книну, престоница средњовековне Хрватске и симбол Републике Српске Крајине. Данас постоје доста добро очувани остаци тврђаве (категорија: Книнска тврђава).
- Крстиња – остаци тврђаве код истоименог села близу Војнића.

## М
- Медведград – утврђење из 13. века. Налази се на југозападном обронку Медведнице, северно од Загреба.
- (Свети) Михаило (Брштаник) – Утврђење код Опузена. Данас постоје рушевине тврђаве.
  - Млетачка тврђава
- Млетачка тврђава у Пули – тврђава у Пули. Данас практично и нема остатака средњовековне архитектура, док су остаци из каснијег периода доста добро очувани.

## Н
- Нехај или Нехајград – тврђава код Сења из 15. века.
- Новиград на Добри – близу Карловца, на десној обали реке Добре. Тврђава се почела градити 1579. Запаљена је у Другом светском рату, сада се обнавља.

## О
- Отмић – трагови тврђаве потпуно напуштене после пада Бихаћа 1592. Налази се на Кордуну, у околини Војнића.

## П
- Перна (Перник) – остаци првог хрватског града (1225), налазе се изнад истоименог села, 9 km јужно од Вргинмоста.
- Превлака - тврђава на полуострву Превлака, на улазу у Бококоторски залив.

## С
- Свети Михаило (Брштаник) – Утврђење код Опузена. Данас постоје рушевине тврђаве.
- Соко град (Конавле) (Сокол) – налази се недалеко од Цавтата у Конављу. Данас има остатака утврђења.
- Спас (Спас) – тврђава у Книну, престоница средњовековне Хрватске и симбол Републике Српске Крајине. Данас постоје доста добро очувани остаци утврђења.
- Стеничњак (Рокнићева градина) – рушевине старе тврђаве налазе се у близини Карловца. Помиње се први пут 1299.
- Стон
  - Стонски бедем – налази се на Стонском земљоузу на Пељешцу код Стона. Данас постоје доста добро очувани остаци бедема.
  - Тврђава Велики Стон - Тврђава у Великом Стону, у склопу Стонског бедема
  - Тврђава Мали Стон - Утврђење у Малом Стону, у склопу Стонског бедема
- Суседград - на јужном огранку Медведнице, око 10 км западно од Загреба. Из 13. века, данас рушевине.

## Т
- Тврђава Св. Миховила – налази се на острву Угљану, у задарском архипелагу, у месту Преко. Подигнута је у 13. веку.

## Ц
- Цетин – тврђава се налази 5 km јужно од Цетинграда, на подручју Карловачке жупаније. Постојала је још у време Римљана.
- Цесарград - у теснацу Сутле 2 km северозападно од Клањеца. Уништен у Сељачкој буни 1573., данас рушевине.

## Ш
- Шаренград (лат. Athya) – изнад истоименог села на Дунаву између Вуковара и Илока. Данас има остатака утврђења.